# Municipio de Mount Morris (Míchigan)
El municipio de Mount Morris (en inglés: Mount Morris Township) es un municipio ubicado en el condado de Genesee en el estado estadounidense de Míchigan. En el año 2010 tenía una población de 21501 habitantes y una densidad poblacional de 262,55 personas por km².

## Geografía
El municipio de Mount Morris se encuentra ubicado en las coordenadas 43°5′33″N 83°45′34″O / 43.09250, -83.75944. Según la Oficina del Censo de los Estados Unidos, el municipio tiene una superficie total de 81.89 km², de la cual 81.6 km² corresponden a tierra firme y (0.36%) 0.29 km² es agua.

## Demografía
Según el censo de 2010, había 21501 personas residiendo en el municipio de Mount Morris. La densidad de población era de 262,55 hab./km². De los 21501 habitantes, el municipio de Mount Morris estaba compuesto por el 51.68% blancos, el 42.84% eran afroamericanos, el 0.72% eran amerindios, el 0.32% eran asiáticos, el 0.01% eran isleños del Pacífico, el 0.93% eran de otras razas y el 3.5% pertenecían a dos o más razas. Del total de la población el 3.31% eran hispanos o latinos de cualquier raza.